# Dombaranahalli, Turuvekere
Dombaranahalli là một làng thuộc tehsil Turuvekere, huyện Tumkur, bang Karnataka, Ấn Độ.